# Giordano International
Giordano International Limited — китайская сеть магазинов и дистрибьюторских центров мужской, женской и детской одежды. Основана в 1981 году, штаб-квартира расположена в Гонконге. Крупнейшим акционером является Chow Tai Fook Group. 

## История
Компания основана в 1981 году в Гонконге Джимми Лаем. Он работал директором швейного предприятия, в 1975 году приобрёл обанкротившуюся швейную фабрику Comitex, где начал производить свитера, в том числе для американских торговых сетей JCPenney и Montgomery Ward. В 1981 году Лай начал развивать собственную сеть магазинов одежды в Гонконге, взяв за образец американского ритейлера Gap, а название в итальянском стиле скопировав с нью-йоркской пиццерии. В 1988 году сеть Giordano вышла за пределы Гонконга и открыла свой первый магазин одежды на Тайване.
После событий на площади Тяньаньмэнь Лай начал продавать футболки Giordano с фотографиями студенческих лидеров. В 1992 году Giordano International вышла на рынок материкового Китая и открыла два магазина в Гуанчжоу, в 1993 году первый магазин Giordano открылся в Дубае, а в 1994 году — в Южной Корее. После того, как медиа-империя Джимми Лая начала критиковать правящую власть КНР, китайское правительство стало закрывать магазины Giordano в материковом Китае. В 1996 году Джимми Лай был вынужден продать Giordano International за 280 млн долларов. 
В 1997 году компания запустила бренд Giordano Ladies, в 1999 году — бренд Bluestar Exchange (в 2007 году переименован в BSX), в 2014 году — бренд Beau Monde. По состоянию на 2020 год у Giordano International было более 8 тыс. сотрудников и свыше 2,4 тыс. магазинов в 30 странах мира, однако пандемия COVID-19 вынудила компанию сократить число торговых точек.

## Деятельность
Giordano International работает через сеть собственных и франчайзинговых магазинов в Восточной Азии (Китай, Гонконг, Макао, Тайвань, Южная Корея, Япония, Монголия), Юго-Восточной Азии (Вьетнам, Камбоджа, Филиппины, Таиланд, Сингапур, Малайзия, Индонезия, Бруней, Мьянма), Южной Азии (Бангладеш, Индия, Непал, Шри-Ланка, Пакистан), на Среднем и Ближнем Востоке (ОАЭ, Кувейт, Бахрейн, Катар, Оман), в Восточной Европе и Закавказье (Россия, Грузия), Западной Европе (Франция), Африке (ЮАР, Замбия, Кения, Маврикий), Австралии и Америке (Канада). 
Основные бренды — Giordano, Giordano Junior, Giordano Ladies, BSX и Concepts One.
Розничные продажи и дистрибуция дают 92,1 % выручки компании. По итогам 2022 года основные продажи Giordano International пришлись на Индонезию (18,9 %), Китай (17,6 %), страны Персидского залива (16,7 %), Гонконг и Макао (15,4 %), Тайвань (12,3 %), Таиланд (6,7 %), Сингапур (5,6 %), Малайзию (5,3 %) и Вьетнам (2,4 %).

## Акционеры
Основными акционерами Giordano International являются гонконгский частный конгломерат Chow Tai Fook Group (24,06 %), гонконгский инвестор Дэвид Майкл Вебб (4,96 %), The Vanguard Group (2,43 %), глава компании Питер Лау Кхуок Куэн (1,7 %), Norges Bank Investment Management (1,33 %), Dimensional Fund Advisors (1,16 %), Invesco (0,51 %), BlackRock Fund Advisors (0,37 %), Seafarer Capital Partners (0,32 %) и Charles Schwab Investment Management (0,14 %).
- Грузия
- Филиппины
- Гонконг
- Филиппины

- Гонконг
- Гонконг
- Гонконг
- Гонконг

- Гонконг
- Гонконг
- Гонконг
- Гонконг